# 顧忠華
顧忠華（1956年—），臺灣戰後新移民之後代，生於臺北市，國立政治大學社會學系特聘教授，公民監督國會聯盟理事，曾任社區大學全國促進會理事長、澄社社長、公民監督國會聯盟首任理事長、紀念殷海光先生學術基金會董事長、臺北市政府廉政透明委員會等職。研究領域為：社會學理論、非營利組織研究、經濟社會學、知識社會學，與其他學者共同引進、翻譯壹兩本德國社會學家韋伯的經典原著，並積極推動社區大學與各種非營利組織。顧忠華之妻為國立政治大學法學院教授陳惠馨。

## 主要著作
- 《理性化與官僚化：對韋伯之研究與詮釋》（1986年）
- 《韋伯學說新探》（1992年）
- 《社會學的基本概念》（1993年）
- 《德國教育改革的理念與制度：以分流教育為例》（1996年）
- 《社會學理論與社會實踐》（1999年）
- 《憲改大對決：九七修憲的教訓》（2004年，與金恆煒編著）
- 《韋伯的〈基督新教倫理與資本主義精神〉導讀》（2005年）
- 《解讀社會力：台灣的學習社會與公民社會》（2005年）